# Styrax betongensis
Styrax betongensis är en storaxväxtart som beskrevs av Fletcher. Styrax betongensis ingår i släktet Styrax och familjen storaxväxter. Inga underarter finns listade i Catalogue of Life.